# Sukorejo (Pagar Alam Utara)
Sukorejo is een bestuurslaag in het regentschap Pagar Alam van de provincie Zuid-Sumatra, Indonesië. Sukorejo telt 6427 inwoners (volkstelling 2010).